# G-Portugol
G-Portugol é uma linguagem de programação, de alto nível, desenvolvida totalmente em português. É um dialeto de Portugol ou pseudocódigo e utiliza a licença GNU General Public License versão 2. A linguagem e suas ferramentas foram criadas pelo brasileiro Thiago Silva.
A linguagem não é muito poderosa, pois foi desenvolvida com o propósito de ensinar fundamentos de programação algorítmica. Seu programa principal, o GPT, é multiplataforma e é capaz de compilar, traduzir (para a linguagem C) e interpretar códigos escritos em G-Portugol. A compilação é feita de forma tradicional, transformando o código em alto-nível para assembly. Posteriormente, o código assembly é montando com o NASM, que desempenha o papel de back-end. Não há, portanto, etapa de ligação.
Além do GPT, é disponibilizado o GPTEditor, um editor de textos que permite escrever, executar e depurar algoritmos com maior facilidade. Diferente de outros dialetos do Portugol, na sua sintaxe os comandos possuem acentos e caracteres especiais, como cedilha.

## Programa Olá Mundo
```
algoritmo OlaMundo;

início
   imprima("Olá, Mundo!");
fim

```